# Ebenezer Tshimanga
Pas d'image ? Cliquez ici

a Compétitions nationales et continentales officielles uniquement.

Dernière mise à jour le 18 juin 2025.
Ebenezer Tshimanga, né le 7 février 2002 à Kinshasa (République démocratique du Congo), est un joueur congolais de rugby à XV évoluant aux postes d'ailier ou de centre avec l'USON Nevers.

## Biographie

### Jeunesse et formation
Ebenezer Tshimanga naît le 7 février 2002 à Kinshasa en République démocratique du Congo.
Par la suite, il joue au rugby à XV en Afrique du Sud à Wynberg, avant de rejoindre les rangs de la Western Province. Il attire rapidement l'attention grâce à sa puissance et sa vitesse.

### Western Province (2019-2021)
Ebenezer Tshimanga est sélectionné pour représenter la Western Province lors de la Currie Cup en 2022. Il fait ses débuts dans cette compétition face aux Pumas lors de la onzième journée de la saison. Il dispute ensuite deux matchs supplémentaires face aux Golden Lions et aux Natal Sharks.

### Section paloise (2023-2024)
En février 2023, après un essai d'une semaine avec la Section paloise, sa signature est officiellement annoncée. Le club béarnais suit le joueur depuis la saison précédente, mais le transfert a été avorté à cause de soucis administratifs.
Tshimanga évolue avec les espoirs. En fin de saison, il est sacré champion de France espoirs accession avec les jeunes de la Section,.
Au début de la saison 2023-2024, il est intégré au groupe professionnel lors des matchs de pré-saison. L'entraîneur Sébastien Piqueronies affirme compter sur lui pour la saison à venir. En septembre 2023, Tshimanga participe à la victoire de la Section lors de l'étape de Lyon du Supersevens 2023,. Finalement, il ne dispute aucun match avec l'équipe professionnelle durant la saison.

### FC Grenoble (2024-2025)
Le 4 juillet 2024, le FC Grenoble officialise sa signature pour un contrat espoir-pro jusqu'en juin 2025.

### USON Nevers (depuis 2025)
Le 18 juin 2025, l'USON Nevers officialise sa signature pour un contrat pro d'un an plus un an en option.

## Palmarès
- Vainqueur du Championnat de France espoirs (accession) en 2023 avec la Section paloise.